# 北九州記念
北九州記念（きたきゅうしゅうきねん）は、日本中央競馬会（JRA）が小倉競馬場の芝1200メートルで施行する中央競馬の重賞競走（GIII）である。正式名称は「テレビ西日本賞 北九州記念」と表記している。
寄贈賞を提供するテレビ西日本は、福岡市に本社を置き福岡県でフジテレビ系列の放送を行うテレビ局。小倉競馬場で開催が行われる日には『KEIBA BEAT』を自社制作で放送している。また、当重賞は放送エリアが関東広域圏・近畿広域圏・中京広域圏のいずれも属しない放送局が寄贈する唯一の重賞となっている。
正賞はテレビ西日本賞。

## 概要
1966年に創設された、4歳（現3歳）以上の競走馬による重賞競走。
創設当初は小倉競馬場の芝2000mで施行されたが、1969年から芝1800mに短縮。2006年から芝1200mに短縮され、サマースプリントシリーズに指定されるとともに、スプリンターズステークスを目指す前哨戦のひとつとしても位置づけられた。2008年の優勝馬スリープレスナイトはその後スプリンターズステークスでも優勝し、同年のJRA賞最優秀短距離馬に輝いている。
サマースプリントシリーズに指定されてからは、この競走を制したリトルゲルダ（2014年）、ベルカント（2015年）、アレスバローズ（2018年）、レッドアンシェル（2020年）、ジャスパークローネ（2023年）がシリーズのチャンピオンとなった。
外国産馬は1995年から、地方競馬所属馬は1998年から出走が可能になった。2009年からは国際競走となり、外国馬も出走可能になった。負担重量は1972年 - 1994年、2000年 - 2005年が別定重量で行われたほかはハンデキャップで行われている。

## 競走条件
以下の内容は、2024年現在のもの。
出走資格：サラ系3歳以上、2023年7月1日以降2024年6月23日まで1回以上出走馬、未出走馬および未勝利馬を除く
- JRA所属馬（外国産馬含む）
- 地方競馬所属馬（認定馬のみ、2頭まで）
- 外国調教馬（優先出走）
- 負担重量：ハンデキャップ

## 賞金
2024年の1着賞金は4100万円で、以下2着1600万円、3着1000万円、4着620万円、5着410万円。

## 歴史
- 1966年 - 4歳（現3歳）以上の競走馬によるハンデキャップの重賞競走として創設、小倉競馬場の芝2000mで施行。
- 1969年 - 施行距離を芝1800mに変更。
- 1970年 - テレビ西日本より寄贈賞を受け、テレビ西日本賞 北九州記念に名称変更[7]。
- 1972年 - 負担重量を別定に変更。
- 1982年 - 小倉競馬場の改修工事に伴い、阪神競馬場の芝1600mで施行。
- 1984年 - グレード制施行によりGIIIに格付け。
- 1995年
  - 混合競走に指定。
  - 負担重量をハンデキャップに戻す。
- 1998年
  - 小倉競馬場の改修工事に伴い、阪神競馬場の芝2000mで施行。
  - 特別指定交流競走に指定され、地方所属馬は2頭まで出走可能となる。
- 2000年 - 負担重量を別定に戻す。
- 2001年 - 馬齢表示の国際基準への変更に伴い、出走条件が「4歳以上」から「3歳以上」に変更。
- 2006年
  - 負担重量をハンデキャップに戻す。
  - 施行距離を現在の芝1200mに変更。
  - サマースプリントシリーズに指定。
- 2007年
  - 国際セリ名簿基準委員会(ICSC)の勧告により、重賞格付け表記をJpnIIIに変更。
- 2009年
  - 混合競走から国際競走に変更され、外国調教馬は9頭まで出走可能となる。
  - 重賞格付け表記をGIIIに戻す。
- 2020年 - 新型コロナウイルスの感染拡大防止のため、「無観客競馬」として実施[10]。
- 2024年 - 阪神競馬場の改修工事に伴う開催日割の変更のためCBC賞と開催時期を入れ替え（条件・開催競馬場の変更はなし）、サマースプリントシリーズの第2戦に変更される（2025年以降も同様）[11]。

### 歴代優勝馬
優勝馬の馬齢は、2000年以前も現行表記に揃えている。
コース種別を記載していない距離は、芝コースを表す。
| 回数   | 施行日         | 競馬場 | 距離  | 優勝馬             | 性齢 | タイム  | 優勝騎手   | 管理調教師 | 馬主                           |
| ------ | -------------- | ------ | ----- | ------------------ | ---- | ------- | ---------- | ---------- | ------------------------------ |
| 第1回  | 1966年11月20日 | 小倉   | 2000m | ハジメリユウ       | 牡3  | 2:07.8  | 小野幸治   | 小林稔     | 田中清                         |
| 第2回  | 1967年10月15日 | 小倉   | 2000m | アトラス           | 牡3  | 2:04.3  | 武邦彦     | 戸山為夫   | 松岡重雄                       |
| 第3回  | 1968年9月15日  | 小倉   | 2000m | ヒロダイコク       | 牝3  | 2:04.4  | 武田悟     | 夏村辰男   | 前畑邦夫                       |
| 第4回  | 1969年12月7日  | 小倉   | 1800m | ホウウン           | 牡3  | 1:55.1  | 大根田裕也 | 梅内慶蔵   | 中井長一                       |
| 第5回  | 1970年7月26日  | 小倉   | 1800m | オープンツバメ     | 牝3  | 1:51.1  | 藤岡範士   | 田之上勲   | （株）オープン                 |
| 第6回  | 1971年8月8日   | 小倉   | 1800m | オカヘレン         | 牡4  | 1:51.2  | 奈良忠広   | 池田三郎   | 岡田平一                       |
| 第7回  | 1972年8月20日  | 小倉   | 1800m | タイバブー         | 牡3  | 1:51.1  | 北橋修二   | 布施正     | （有）名鯛興業                 |
| 第8回  | 1973年8月5日   | 小倉   | 1800m | ナルタキエース     | 牡5  | 1:50.3  | 四位満教   | 服部正利   | 武村住造                       |
| 第9回  | 1974年7月28日  | 小倉   | 1800m | ロッコーイチ       | 牡4  | 1:50.4  | 武邦彦     | 服部正利   | 田中六助                       |
| 第10回 | 1975年8月10日  | 小倉   | 1800m | フミノヒカリ       | 牡4  | 1:49.6  | 目野哲也   | 土門健司   | 谷二                           |
| 第11回 | 1976年8月8日   | 小倉   | 1800m | ミヤジマレンゴ     | 牡3  | 1:49.5  | 武田悟     | 夏村辰男   | 曽我薫                         |
| 第12回 | 1977年8月7日   | 小倉   | 1800m | フジリンデン       | 牡6  | 1:49.5  | 今岡正     | 佐藤勇     | 藤井実郎                       |
| 第13回 | 1978年8月6日   | 小倉   | 1800m | ウラカワチェリー   | 牝6  | 1:50.3  | 安田伊佐夫 | 栗田勝     | （有）谷川牧場                 |
| 第14回 | 1979年8月5日   | 小倉   | 1800m | スリーファイヤー   | 牝5  | 1:49.0  | 岩元市三   | 布施正     | 永井永一                       |
| 第15回 | 1980年8月3日   | 小倉   | 1800m | サルノヒーロ       | 牡4  | 1:50.9  | 田原成貴   | 中村好夫   | 駒井孝男                       |
| 第16回 | 1981年8月2日   | 小倉   | 1800m | ラフオンテース     | 牝4  | 1:48.2  | 岩元市三   | 布施正     | 小柴タマヲ                     |
| 第17回 | 1982年8月8日   | 阪神   | 1600m | オオミシャダイ     | 牝6  | 1:35.3  | 岩元市三   | 星川薫     | 橋本弘                         |
| 第18回 | 1983年8月7日   | 小倉   | 1800m | ラブリースター     | 牝4  | 1:49.7  | 田原成貴   | 領家政蔵   | 山本信行                       |
| 第19回 | 1984年8月5日   | 小倉   | 1800m | マンノタロ         | 牡4  | 1:49.9  | 河内洋     | 武田作十郎 | 萬野勝彦                       |
| 第20回 | 1985年8月4日   | 小倉   | 1800m | グローバルダイナ   | 牝5  | 1:49.3  | 南井克巳   | 宇田明彦   | （有）社台レースホース         |
| 第21回 | 1986年8月3日   | 小倉   | 1800m | ラッキーオカメ     | 牝4  | 1:48.8  | 西浦勝一   | 野元昭     | 柳井旦雄                       |
| 第22回 | 1987年8月9日   | 小倉   | 1800m | マヤノジョウオ     | 牝4  | 1:48.7  | 南井克巳   | 大根田裕也 | 田所祐                         |
| 第23回 | 1988年8月7日   | 小倉   | 1800m | タガジヨオー       | 牡6  | 1:49.0  | 清水英次   | 松元省一   | 中川進克                       |
| 第24回 | 1989年8月6日   | 小倉   | 1800m | タニノスイセイ     | 牡6  | 1:48.7  | 土肥幸広   | 宮本悳     | （有）カントリー牧場           |
| 第25回 | 1990年8月5日   | 小倉   | 1800m | ニシヤマショウ     | 牝5  | 1:48.4  | 土肥幸広   | 島崎宏     | 鷹野馨                         |
| 第26回 | 1991年8月4日   | 小倉   | 1800m | ムービースター     | 牡5  | 1:46.9  | 武豊       | 坪憲章     | 吉田照哉                       |
| 第27回 | 1992年8月9日   | 小倉   | 1800m | ヌエボトウショウ   | 牝5  | 1:46.8  | 角田晃一   | 渡辺栄     | トウショウ産業（株）           |
| 第28回 | 1993年8月8日   | 小倉   | 1800m | シルクムーンライト | 牡3  | 1:47.5  | 土肥幸広   | 吉永猛     | 中山信博                       |
| 第29回 | 1994年7月24日  | 小倉   | 1800m | イブキファイブワン | 牡6  | 1:46.9  | 芹沢純一   | 橋口弘次郎 | （有）伊吹                     |
| 第30回 | 1995年7月23日  | 小倉   | 1800m | イナズマタカオー   | 牡4  | 1:47.3  | 河内洋     | 音無秀孝   | 小島隆男                       |
| 第31回 | 1996年7月21日  | 小倉   | 1800m | マジックキス       | 牝4  | 1:48.2  | 角田晃一   | 渡辺栄     | 臼田浩義                       |
| 第32回 | 1997年7月20日  | 小倉   | 1800m | ダンディコマンド   | 牡4  | 1:46.5  | 武豊       | 福島信晴   | 勝野憲明                       |
| 第33回 | 1998年7月26日  | 阪神   | 2000m | トウショウオリオン | 牡5  | 2:02.0  | 池添謙一   | 鶴留明雄   | トウショウ産業（株）           |
| 第34回 | 1999年7月25日  | 小倉   | 1800m | エイシンビンセンス | 牡5  | 1:45.6  | 野元昭嘉   | 野元昭     | 平井豊光                       |
| 第35回 | 2000年7月16日  | 小倉   | 1800m | トゥナンテ         | 牡5  | 1:46.3  | 幸英明     | 松元省一   | （有）社台レースホース         |
| 第36回 | 2001年7月15日  | 小倉   | 1800m | エイシンプレストン | 牡4  | 1:48.3  | 福永祐一   | 北橋修二   | 平井豊光                       |
| 第37回 | 2002年7月14日  | 小倉   | 1800m | トッププロテクター | 牡5  | 1:45.3  | 和田竜二   | 岩元市三   | 宮内牧場                       |
| 第38回 | 2003年7月20日  | 小倉   | 1800m | ミレニアムバイオ   | 牡5  | 1:49.8  | 武豊       | 領家政蔵   | バイオ（株）                   |
| 第39回 | 2004年7月18日  | 小倉   | 1800m | ダイタクバートラム | 牡6  | R1:44.1 | 小牧太     | 橋口弘次郎 | （有）太陽ファーム             |
| 第40回 | 2005年7月17日  | 小倉   | 1800m | メイショウカイドウ | 牡6  | 1:44.7  | 武豊       | 坂口正大   | 松本好雄                       |
| 第41回 | 2006年8月13日  | 小倉   | 1200m | コスモフォーチュン | 牝4  | 1:08.0  | 角田晃一   | 宮徹       | （有）ビッグレッドファーム     |
| 第42回 | 2007年8月12日  | 小倉   | 1200m | キョウワロアリング | 牡6  | 1:07.7  | 角田晃一   | 飯田明弘   | 林順子                         |
| 第43回 | 2008年8月17日  | 小倉   | 1200m | スリープレスナイト | 牝4  | 1:07.5  | 上村洋行   | 橋口弘次郎 | （有）サンデーレーシング       |
| 第44回 | 2009年8月16日  | 小倉   | 1200m | サンダルフォン     | 牡6  | 1:07.5  | 酒井学     | 松永幹夫   | （有）ノースヒルズマネジメント |
| 第45回 | 2010年8月15日  | 小倉   | 1200m | メリッサ           | 牝6  | 1:07.1  | 福永祐一   | 佐山優     | 岡田牧雄                       |
| 第46回 | 2011年8月14日  | 小倉   | 1200m | トウカイミステリー | 牝5  | 1:07.2  | 北村友一   | 安田隆行   | 内村正則                       |
| 第47回 | 2012年8月19日  | 小倉   | 1200m | スギノエンデバー   | 牡4  | 1:06.9  | 北村友一   | 浅見秀一   | 杉山美惠                       |
| 第48回 | 2013年8月18日  | 小倉   | 1200m | ツルマルレオン     | 牡5  | 1:06.7  | 小牧太     | 橋口弘次郎 | 鶴田鈴子                       |
| 第49回 | 2014年8月24日  | 小倉   | 1200m | リトルゲルダ       | 牝5  | 1:07.5  | 丸田恭介   | 鮫島一歩   | 栗山良子                       |
| 第50回 | 2015年8月23日  | 小倉   | 1200m | ベルカント         | 牝4  | 1:07.3  | 武豊       | 角田晃一   | 前田幸治                       |
| 第51回 | 2016年8月21日  | 小倉   | 1200m | バクシンテイオー   | 牡7  | 1:08.5  | 藤岡康太   | 堀宣行     | 林正道                         |
| 第52回 | 2017年8月20日  | 小倉   | 1200m | ダイアナヘイロー   | 牝4  | 1:07.5  | 武豊       | 福島信晴   | （株）駒秀                     |
| 第53回 | 2018年8月19日  | 小倉   | 1200m | アレスバローズ     | 牡6  | 1:06.6  | 菱田裕二   | 角田晃一   | 猪熊広次                       |
| 第54回 | 2019年8月18日  | 小倉   | 1200m | ダイメイプリンセス | 牝6  | 1:08.2  | 秋山真一郎 | 森田直行   | 宮本孝一                       |
| 第55回 | 2020年8月23日  | 小倉   | 1200m | レッドアンシェル   | 牡6  | 1:07.8  | 福永祐一   | 庄野靖志   | （株）東京ホースレーシング     |
| 第56回 | 2021年8月22日  | 小倉   | 1200m | ヨカヨカ           | 牝3  | 1:08.2  | 幸英明     | 谷潔       | 岡浩二                         |
| 第57回 | 2022年8月21日  | 小倉   | 1200m | ボンボヤージ       | 牝5  | 1:06.9  | 川須栄彦   | 梅田智之   | 廣崎利洋                       |
| 第58回 | 2023年8月20日  | 小倉   | 1200m | ジャスパークローネ | 牡4  | 1:07.3  | 団野大成   | 森秀行     | 加藤和夫                       |
| 第59回 | 2024年6月30日  | 小倉   | 1200m | ピューロマジック   | 牝3  | 1:07.9  | 松山弘平   | 安田翔伍   | （株）スリーエイチレーシング   |
| 第60回 | 2025年7月6日   | 小倉   | 1200m | ヤマニンアルリフラ | 牡4  | 1:07.8  | 団野大成   | 斉藤崇史   | 土井肇                         |

#### 各回競走結果の出典
- 『中央競馬全重賞競走成績集【古馬関西編】』第1回 - 第40回
- JRA年度別全成績
  - （2024年）“第3回 小倉競馬 第2日” (PDF).   日本中央競馬会. p. 6. 2024年7月1日閲覧。（索引番号：19023）
  - （2023年）“第3回 小倉競馬 第4日” (PDF).   日本中央競馬会. p. 6. 2023年9月3日閲覧。（索引番号：23047）
  - （2022年）“第4回 小倉競馬 第4日” (PDF).   日本中央競馬会. p. 6. 2022年8月22日閲覧。（索引番号：22047）
  - （2021年）“第4回 小倉競馬 第4日” (PDF).   日本中央競馬会. p. 6. 2021年8月23日閲覧。（索引番号：22047）
  - （2020年）“第2回 小倉競馬 第4日” (PDF).   日本中央競馬会. p. 6. 2020年8月25日閲覧。（索引番号：22047）
  - （2019年）“第2回 小倉競馬 第8日” (PDF).   日本中央競馬会. p. 6. 2019年8月19日閲覧。（索引番号：22095）
  - （2018年）“第2回 小倉競馬 第8日” (PDF).   日本中央競馬会. p. 6. 2018年8月20日閲覧。（索引番号：22095）
  - （2017年）“第2回 小倉競馬 第8日” (PDF).   日本中央競馬会. p. 6. 2017年8月21日閲覧。（索引番号：22095）
  - （2016年）“第2回 小倉競馬 第8日” (PDF).   日本中央競馬会. p. 6. 2016年8月26日閲覧。（索引番号：22095）
  - （2015年）“第2回 小倉競馬 第8日” (PDF).   日本中央競馬会. p. 6. 2016年8月26日閲覧。（索引番号：22095）
  - （2014年）“第2回 小倉競馬 第8日” (PDF).   日本中央競馬会. p. 6. 2016年8月26日閲覧。（索引番号：23095）
  - （2013年）“第2回 小倉競馬 第8日” (PDF).   日本中央競馬会. p. 6. 2016年8月26日閲覧。（索引番号：22095）
  - （2012年）“第2回 小倉競馬 第8日” (PDF).   日本中央競馬会. p. 6. 2016年8月26日閲覧。（索引番号：22095）
  - （2011年）“第4回 小倉競馬 第6日” (PDF).   日本中央競馬会. p. 6. 2016年8月26日閲覧。（索引番号：23071）
  - （2010年）“第2回 小倉競馬成績集計表” (PDF).   日本中央競馬会. pp. 2533-2534. 2016年8月26日閲覧。（索引番号：23022）
  - （2009年）“第3回 小倉競馬成績集計表” (PDF).   日本中央競馬会. pp. 2687-2688. 2016年8月26日閲覧。（索引番号：24022）
  - （2008年）“第3回 小倉競馬成績集計表” (PDF).   日本中央競馬会. pp. 2569-2570. 2016年8月26日閲覧。（索引番号：23022）
  - （2007年）“第3回 小倉競馬成績集計表” (PDF).   日本中央競馬会. pp. 2489-2491. 2016年8月26日閲覧。（索引番号：23022）
  - （2006年）“第3回 小倉競馬成績集計表” (PDF).   日本中央競馬会. pp. 2226-2227. 2016年8月26日閲覧。（索引番号：23022）
  - （2005年）“第3回 小倉競馬成績集計表” (PDF).   日本中央競馬会. pp. 2229-2230. 2016年8月26日閲覧。（索引番号：20022）
  - （2004年）“第3回 小倉競馬成績集計表” (PDF).   日本中央競馬会. pp. 2229-2230. 2016年8月26日閲覧。（索引番号：20023）
  - （2003年）“第3回 小倉競馬成績集計表” (PDF).   日本中央競馬会. pp. 2218-2219. 2016年8月26日閲覧。（索引番号：20023）
  - （2002年）“第3回 小倉競馬成績集計表” (PDF).   日本中央競馬会. pp. 2066-2067. 2016年8月26日閲覧。（索引番号：19023）
- （2000年） 平成12年度重賞競走成績. 日本中央競馬会. (2000). pp. 204-205（索引番号：20023）
- netkeiba.comより（最終閲覧日：2020年8月25日）
  - 1986年、1987年、1988年、1989年、1990年、1991年、1992年、1993年、1994年、1995年、1996年、1997年、1998年、1999年、2000年、2001年、2002年、2003年、2004年、2005年、2006年、2007年、2008年、2009年、2010年、2011年、2012年、2013年、2014年、2015年、2016年、2017年、2018年、2019年、2020年